# Barbara Książkiewicz
Barbara Książkiewicz   (Dortmund, 2 d'agost de 1913 - Zabrze, 16 de març de 2001) va ser una atleta polonesa, especialista en curses de velocitat, que va competir entre les dècades de 1930 i 1930.
En el seu palmarès destaca una medalla de plata en la prova dels relleus 4×100 metres del Campionat d'Europa d'atletisme de 1938. Formà equip amb Otylia Kaluzowa, Jadwiga Gawronska i Stanisława Walasiewicz. També guanyà 5 títols nacionals i obtingué 7 rècords nacionals.

## Millors marques
- 60 metres. 7,7" (1936)
- 100 metres. 12,7" (1937)
- 200 metres. 26,8" (1935)[1]